# Corylus avellana
Espèce
Classification phylogénétique
Statut de conservation UICN

 LC  : Préoccupation mineure
Répartition géographique
Corylus avellana, communément appelé Noisetier ou Coudrier, est une espèce d'arbrisseaux de 5 à 8 mètres de hauteur et appartenant au genre Corylus et à la famille des Bétulacées.
Les quinze espèces du genre Corylus qui donnent toutes des fruits à coque contenant une amande comestible, sont aussi nommées en français « noisetier ». Deux espèces de Corylus sont indigènes en Europe, Corylus avellana et Corylus colurna, le « Noisetier de Byzance », présent dans les Balkans, la Roumanie et la Turquie. Pour distinguer Corylus avellana des autres, on l’appelle généralement « Noisetier commun » ou « Noisetier européen ».
Le Noisetier commun est un arbuste spontané dans l’ensemble de l’Europe jusqu’à l’Oural et l’Anatolie du Nord. C’est une plante des bois, des haies et des jardins qui donne un fruit comestible apprécié, la noisette. Il a un bois souple.
Il a été la source de nombreux cultivars en Europe et en Turquie qui furent sélectionnés à partir des populations locales de noisetiers sauvages. Une variété à gros fruits est parfois appelée « Avelinier ».
La Turquie est depuis longtemps le premier producteur et exportateur mondial de noisettes, avec 67 % de la production mondiale en 2017. En seconde position vient l’Italie, avec 13 %. La filière de la noisette est aussi bien développée aux États-Unis et en Chine, deux pays où Corylus avellana n’est pas indigène.

## Étymologie
En 1753, Carl Linné nomme le Noisetier commun Corylus avellana qu’il classe dans les Monoecia polyandria (Species plantarum, 1753). Le nom de genre Corylus vient de Corolus, nom latin du noisetier qui dériverait du grec Korus (κορις), « casque », en référence à la forme des cupules membraneuses et frangées qui entourent la noisette.
L’épithète spécifique Avellana se rapporterait à la ville italienne d'Avella, dans la province d'Avellino (Campanie, Italie), dont les noisettes étaient réputées, à moins qu'il ne dérive du gaulois Aballo, « pomme ». Une « aveline » est une grosse noisette presque ronde et « avelinier » le nom ancien de cette sorte de noisetier.
L’arbuste produisant des « petites noix » (noisettes) a été d’abord désigné en français par les termes de coldre (XIe siècle), coudre (1179), couldrier (1503) puis coudrier (1555, Ronsard). Puis en 1530, apparaît en français noisettier (avec deux t), car le terme est dérivé de noisette (« petite noix ») par le suffixe -ier* sur le modèle de : abricot > abricotier, amande > amandier.
L’Encyclopédie de Diderot (publiée de 1751 à 1772, à l’époque de Linné) , dénomme l’espèce sauvage « coudrier » et la variété cultivée pour son fruit comestible le « noisettier » . Parmi ces derniers sont distingués sept types différents dont le noisetier à gros fruit rond (l’aveline qui ne mûrit bien que dans les pays chauds), le noisettier à grapes, le noisettier d’Espagne, le noisettier du Levant, etc. On décèle à cette époque l'extension des acceptions de noisettier à l'espèce sauvage. L'article coudrier de l'Encyclopédie indique « petit arbre qui est très-commun dans les bois...; On l'appelle aussi noisettier, quoique ce nom convienne plus particulièrement aux autres espèces de cet arbre que l'on cultive pour leur fruit ». L’édition de 1762 du Dictionnaire de l’Académie française entérine la synonymie de noisetier et coudrier.

## Description
Le noisetier commun est un arbrisseau formant une touffe de 10 à 12 troncs pouvant atteindre 2 à 5 (rarement jusqu'à 8) mètres de haut,. Il rejette de souche et drageonne.

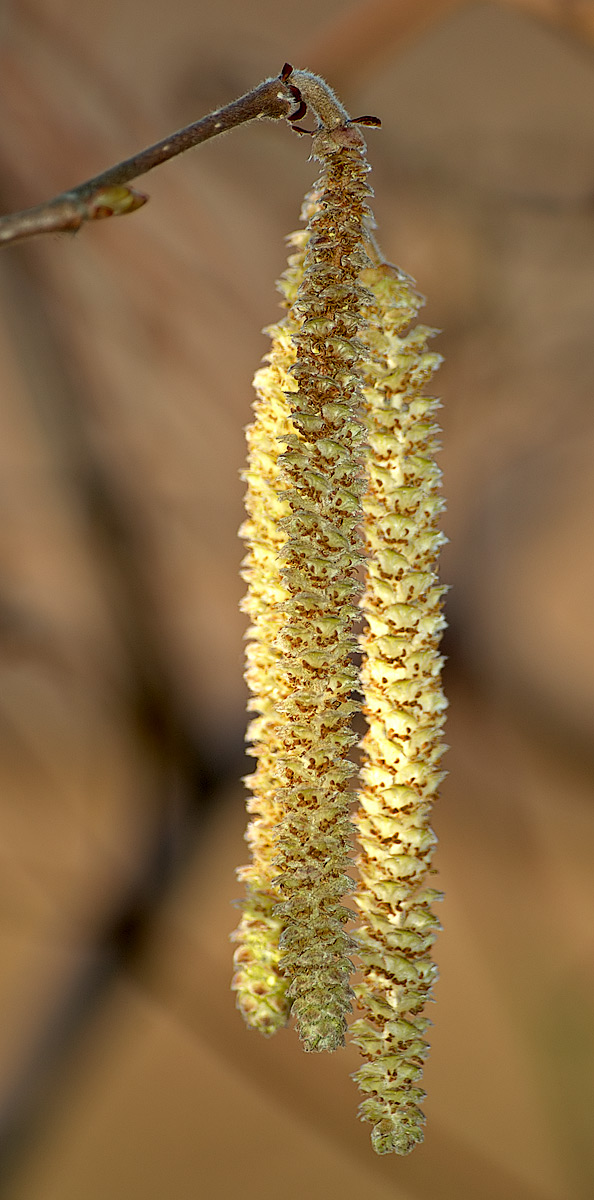
Inflorescences mâles (chatons).
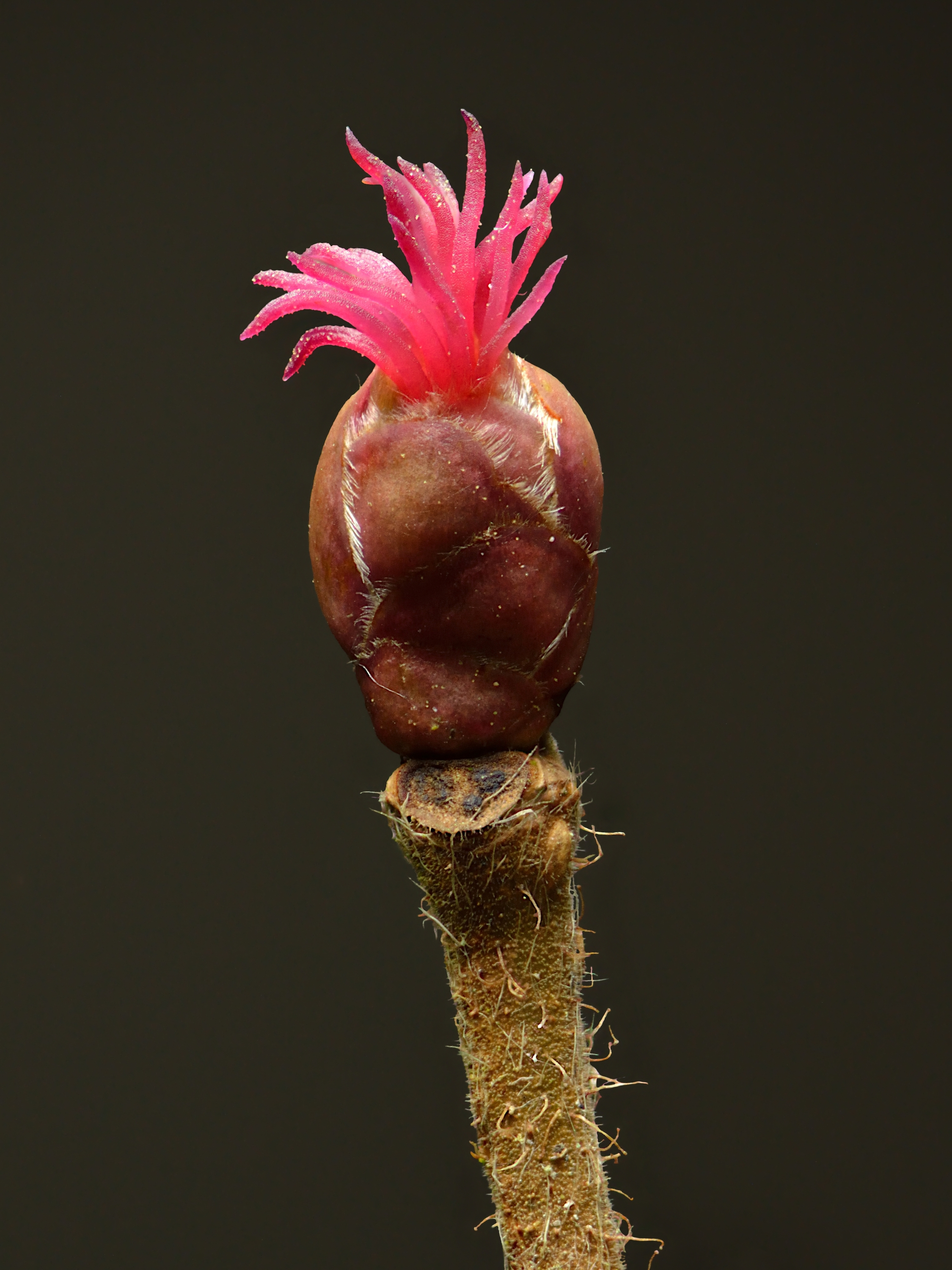
Fleur femelle d'où émerge une houppe de stigmates rouges.
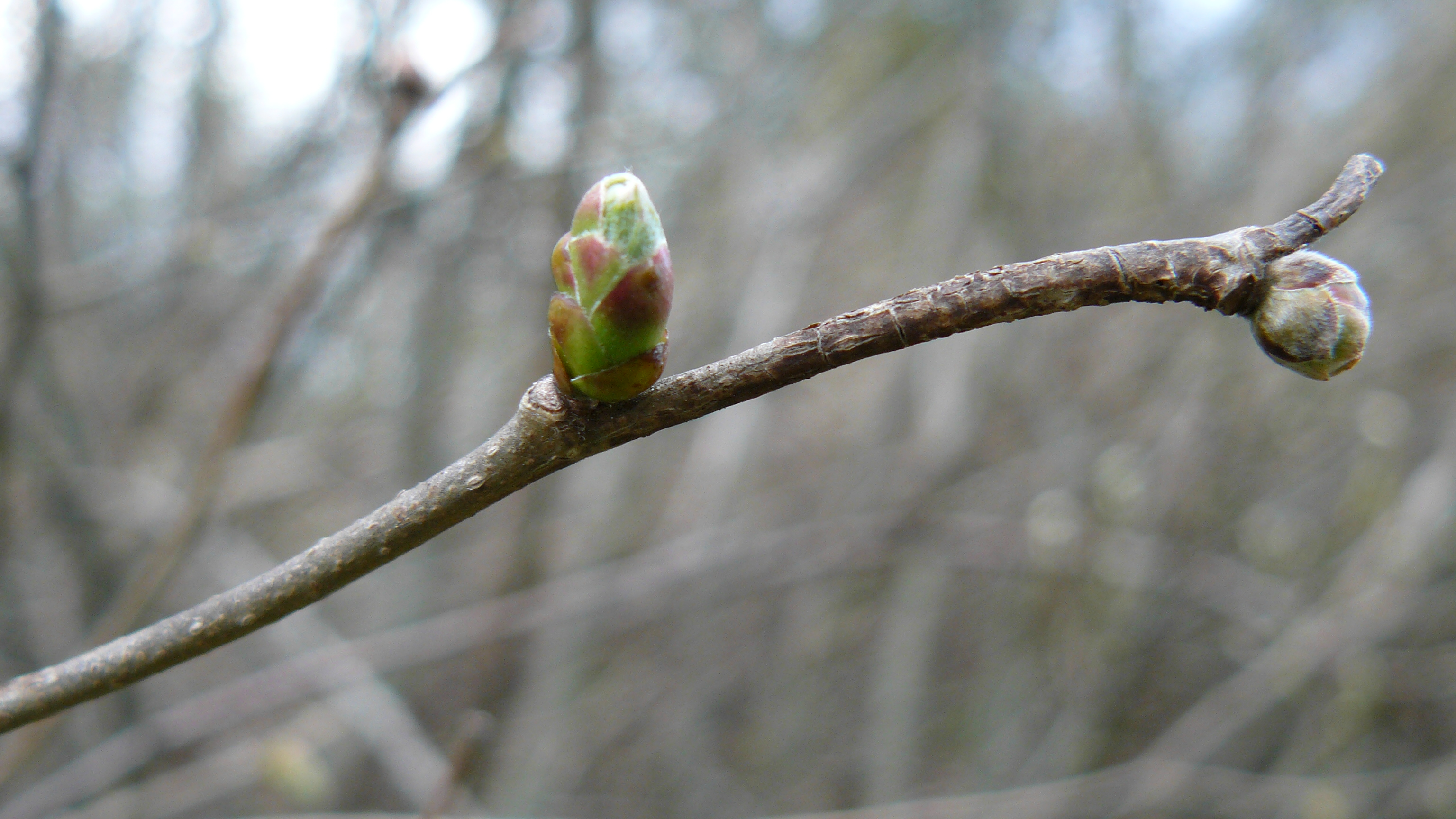
Bourgeon feuille et fleur fertilisée.
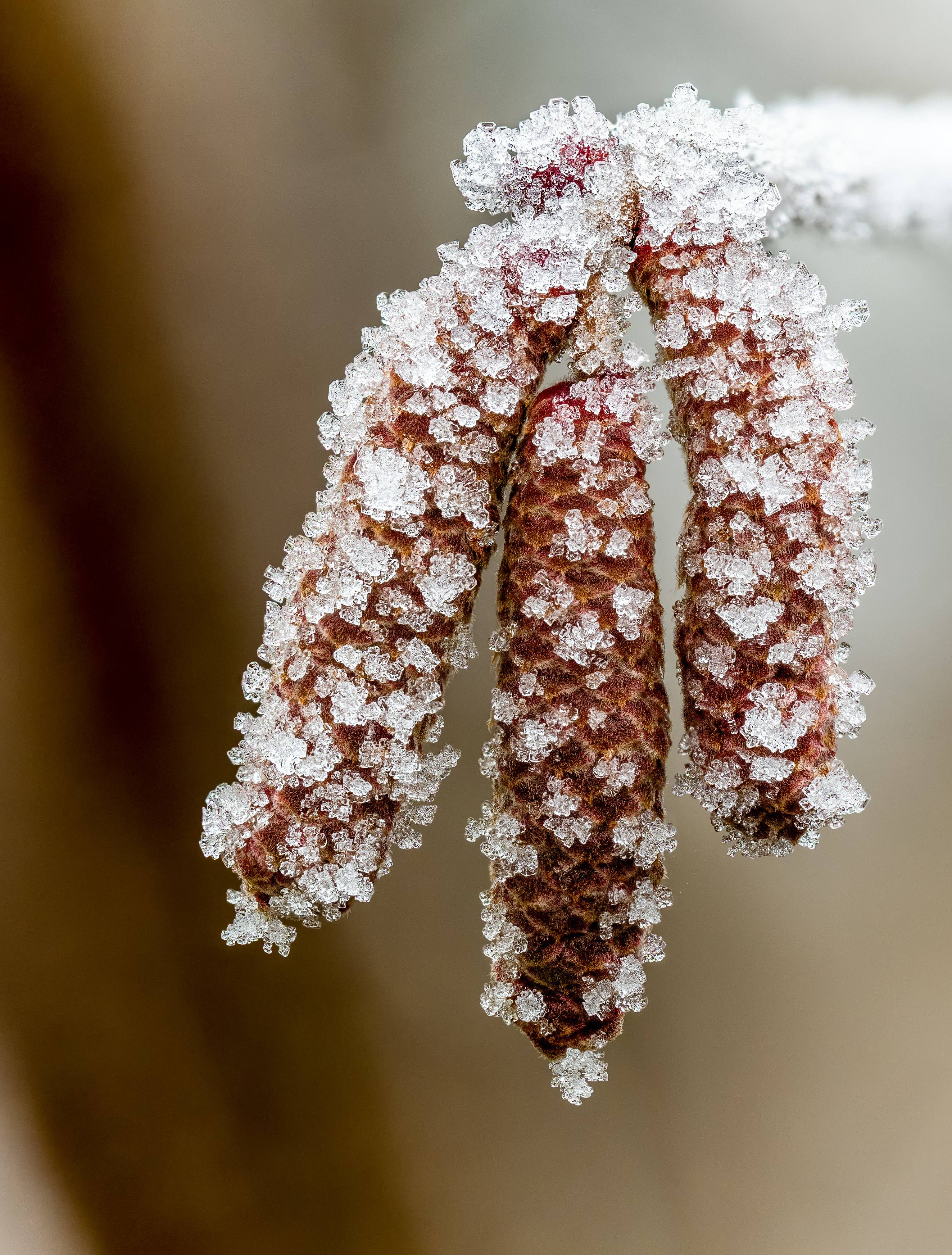
Fleurs de Corylus avellana sous le gel en Allemagne.

Son écorce est lisse, brune cuivrée et marquée de fines lenticelles blanchâtres horizontales. Elle peut s’enlever en pellicules horizontales très minces selon les variétés. Les jeunes rameaux pubescents sont hérissés de poils glanduleux, crochus, rougeâtres, de 1 à 2 mm de long.
Ses feuilles alternes, caduques, sont courtement pétiolées et peuvent se confondre avec celles du tilleul. De forme cordée, ovales à obovale arrondie, elles sont échancrées à la base, aiguës au sommet (feuilles acuminées), finement velues. Le pétiole pubescent est couvert de poils glanduleux. Leur marge est découpée en grandes dents, elles-mêmes bordées de plus petites, velues.
Le noisetier est une espèce monoïque, c’est-à-dire avec des fleurs mâles et femelles sur le même pied. Les fleurs mâles, jaunâtres, comportent 2 bractéoles avec  4 étamines bifides, forment des épis pendants ou chatons de 5-10 cm, et les fleurs femelles, condensées en glomérules, portent 2 longs styles rouges et forment des épis dressés. Les étamines libèrent des grains de pollen qui sont emportés par le vent. Les chatons mâles se forment dès le début de l’été et fleurissent de la mi-décembre à début mars, bien avant le débourrement. La période de pollinisation peut donc varier considérablement d’une année à l’autre. Les fleurs femelles apparaissent en mars-avril quelques semaines après les fleurs mâles.
La noisette est un akène doté d’un péricarpe ligneux et renfermant une seule graine (l'amande) qui occupe toute la cavité interne du péricarpe. Ce fruit à coque, de forme plus ou moins ovoïde, peut atteindre 3 cm de long et 2 de diamètre; il est protégé avant maturité complète par une enveloppe de forme tubulaire, l’involucre de bractées, d’aspect foliacé et divisée en lobes irréguliers à son extrémité. L'involucre est plus ou moins enveloppant selon les variétés.
Il existe de nombreuses variétés et cultivars, mais Corylus avellana L. sensu stricto (Corylus avellana var. avellana) a des fruits à involucre court et profondément divisé en lobes ovales, laissant tomber le fruit à maturité, ce qui est un avantage en récolte mécanique. Il est sauvage dans toute l’Europe et a été abondamment cueilli depuis la Préhistoire. Par contre, Corylus avellana var. pontica(synonyme Corylus pontica K. Koch) est un arbuste de 3-5 m qui donne de petits fruits à involucre tubulaire et est originaire de Turquie et des bords de la mer Noire .

## Biologie

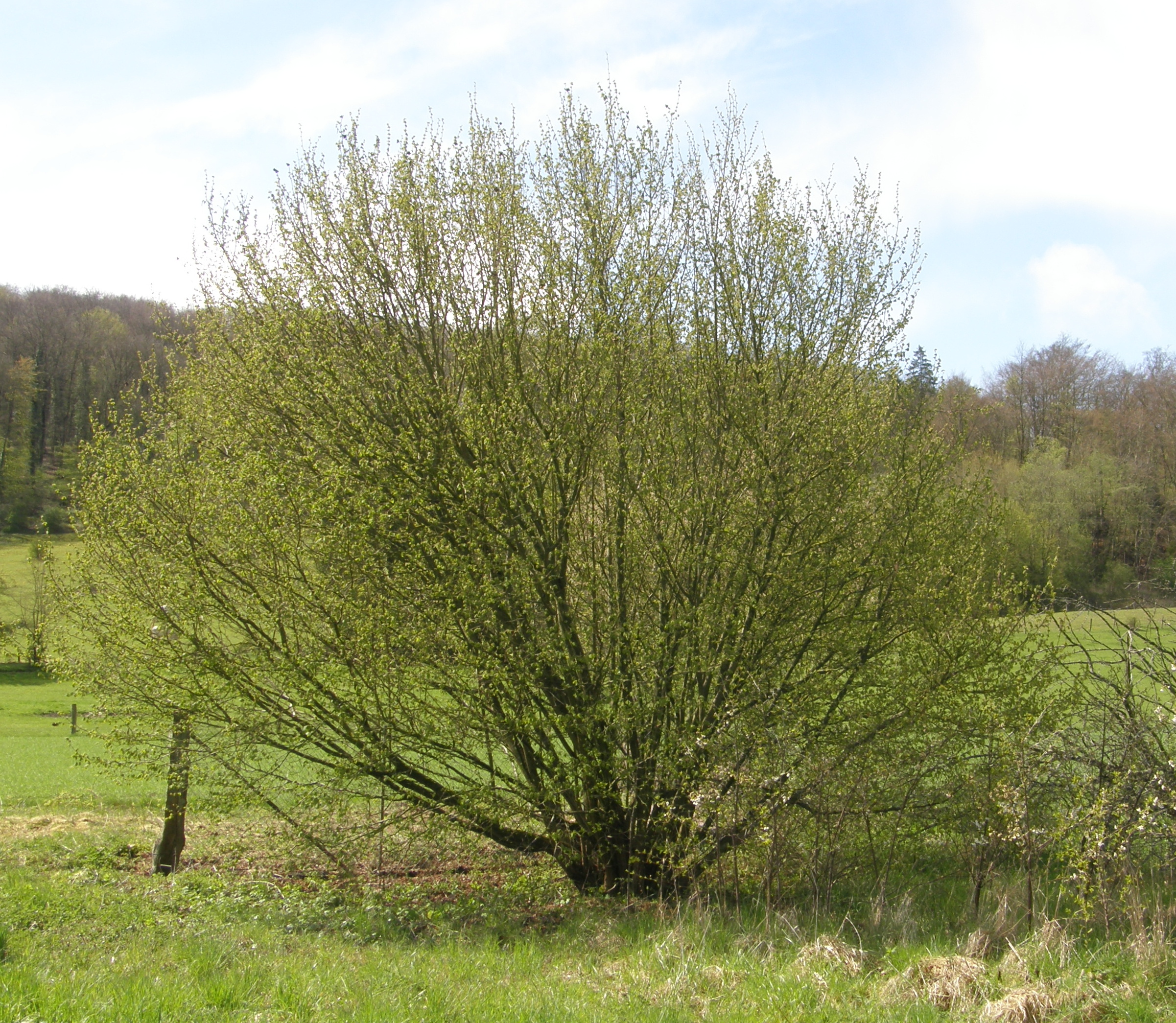
Port d'un noisetier cultivé. Débourrement à la fin du mois d'avril.

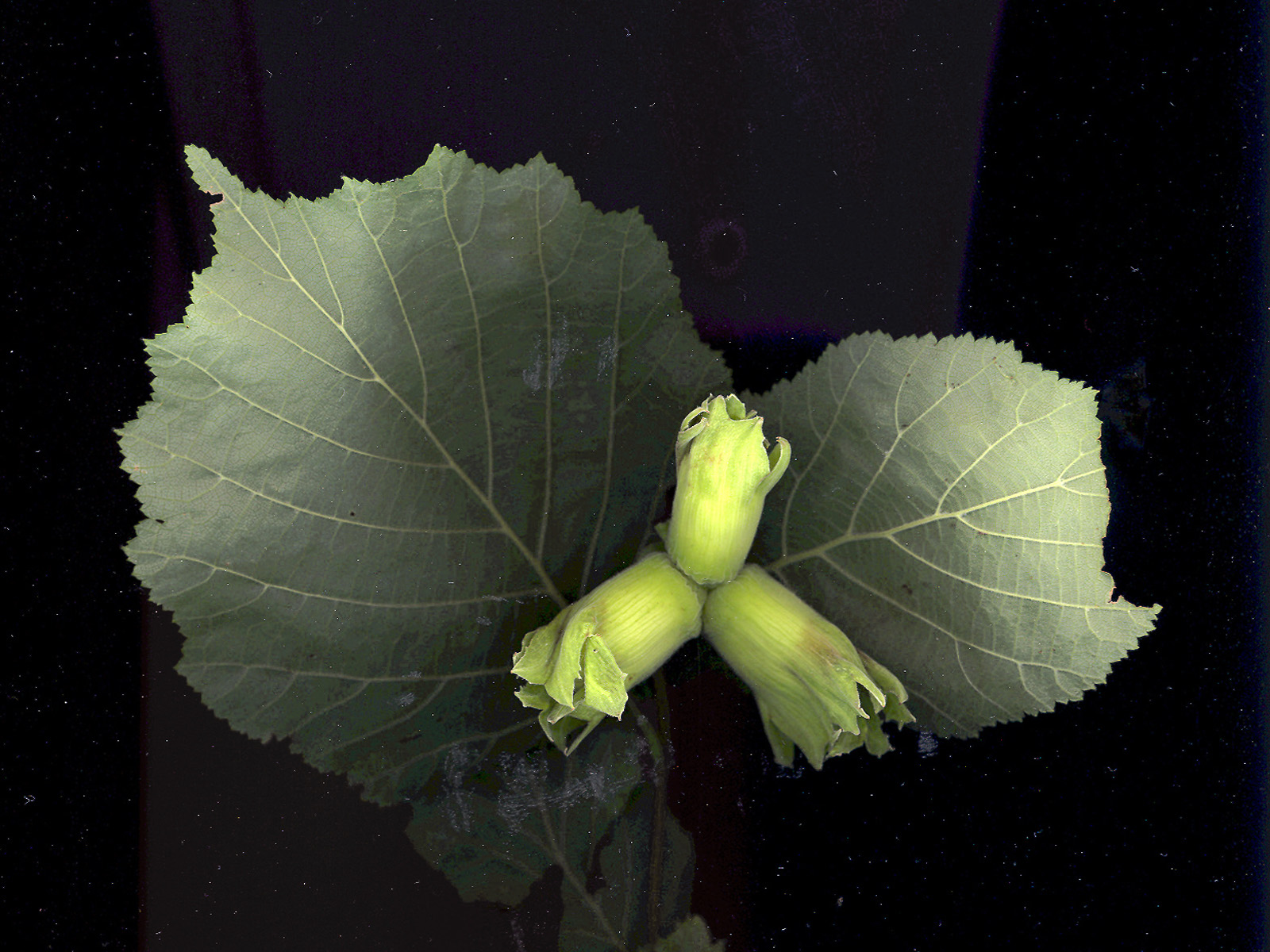
Trois noisettes jeunes dans leurs involucres.

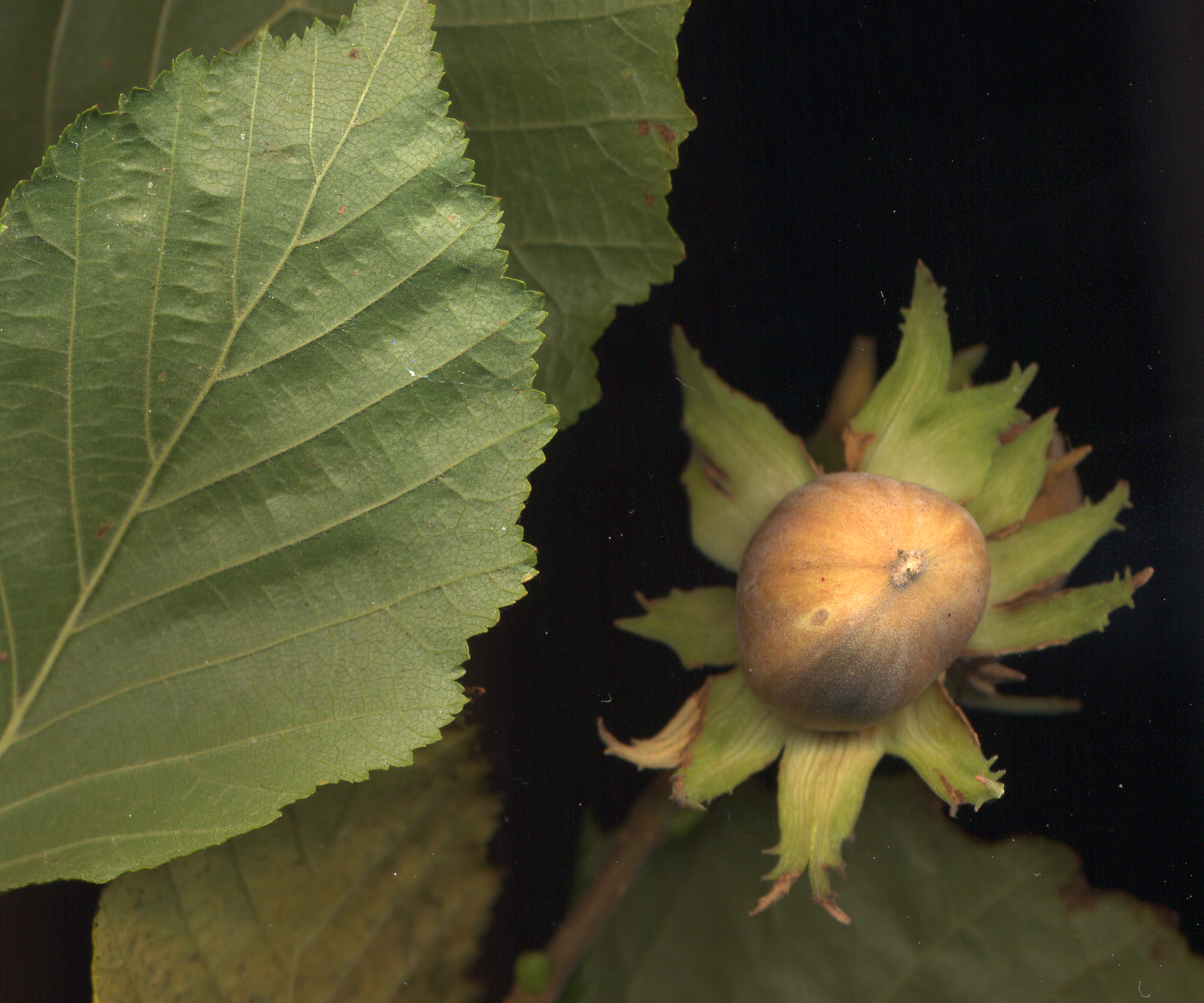
Noisette mûre dans son involucre.

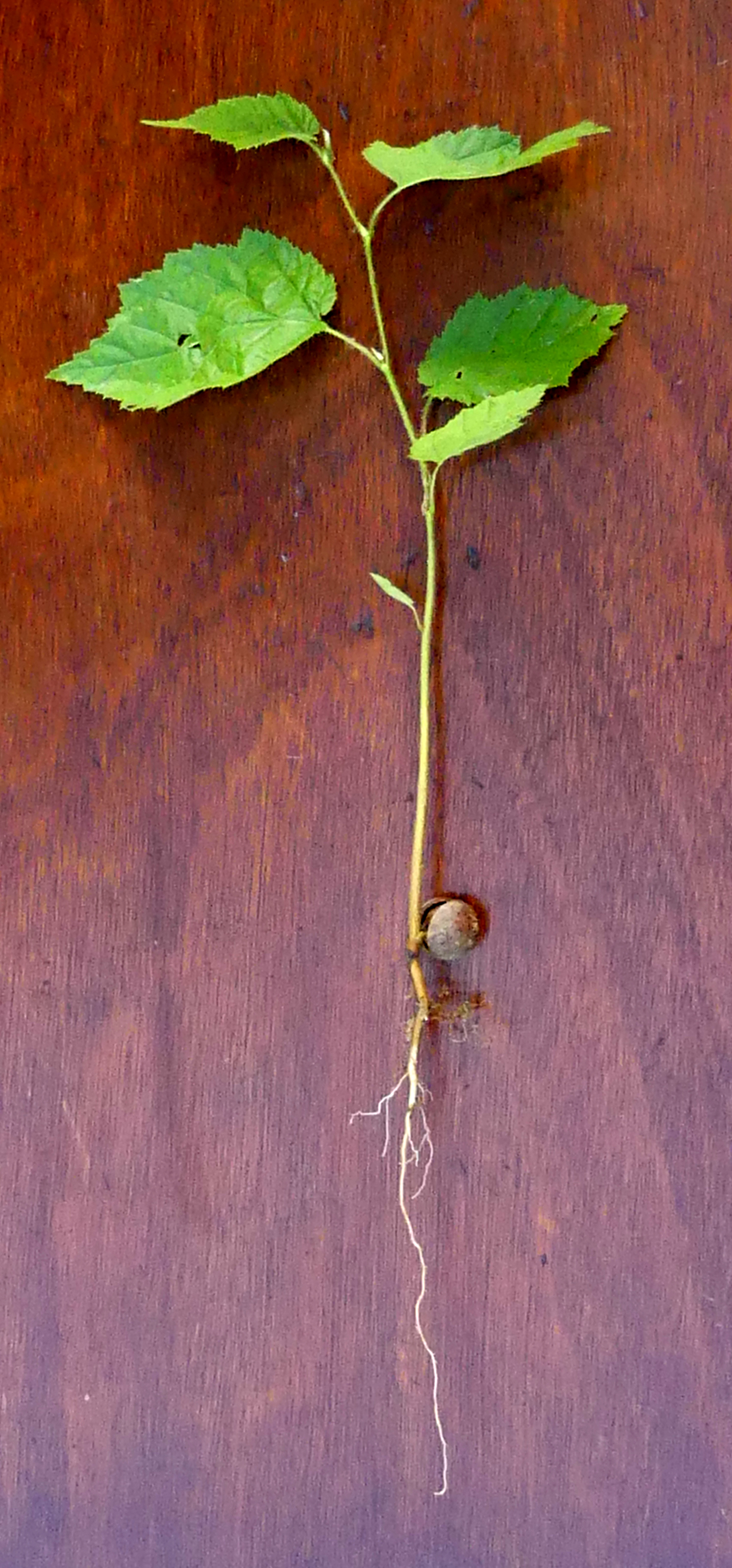
Jeune noisetier commun issu d'une noisette ayant germé.

Le noisetier fleurit de décembre à mars (selon les variétés et les régions). Il est autostérile ce qui nécessite une fécondation croisée, effectuée grâce au vent. Toutefois les abeilles sont nombreuses à récolter les grains de pollen lorsque la température est suffisamment élevée pour leur permettre de quitter la ruche à la fin de l’hiver. De fait, au début de la saison apicole (de janvier à mars), elles récoltent préférentiellement le pollen de plusieurs espèces ligneuses telles que les aulnes (Alnus spp.), les saules (Salix spp.), le gui (Viscum album) en plus du noisetier.
Les noisettes sont généralement groupées en petites grappes appelées « trochets » formées de deux ou trois fruits. Peu avant la maturité du fruit, l’involucre s’assèche et s’ouvre à une extrémité, exposant le péricarpe à l’air où il va durcir et se colorer, pendant que la graine se concentre en sucres, en huile et en minéraux. Cette maturation a lieu en automne, et la cueillette peut avoir lieu entre la fin du mois d’août et en septembre, lorsque les trochets se détachent facilement des branches.
Les fruits sont sensibles au balanin des noisettes et aux pucerons (puceron jaune du noisetier et puceron vert du noisetier).

## Distribution et habitat
C'est une espèce typique des fruticées (où il est alors dominant en phase finale d'évolution) et forêts mixtes ou feuillues (alors en sous-bois assez bien éclairé ou en lisières et clairières forestières). Il apprécie les sols riches
Le noisetier commun est spontané dans l’ensemble de l’Europe, de l’Asie mineure (Anatolie) et du Caucase, à l’exception des régions les plus septentrionales. La distribution géographique s’étend des côtes méditerranéennes de l’Afrique du Nord, vers le nord jusqu’aux îles britanniques et la péninsule scandinave, vers l’est jusqu’à l’Oural en Russie, les montagnes du Caucase, l’Iran et le Liban .
En France, il est commun dans le centre, l’est et le nord-est et plus rare dans l’ouest, le sud-ouest et la région méditerranéenne. On le trouve jusqu’à 1 700 m. En Suisse, on le rencontre sur l'ensemble du territoire à l'exception de la Haute-Engadine.
À l’état sauvage, il se trouve surtout sur les sols basiques à légèrement acides, assez frais. Il est très commun dans les bois au climat tempéré. C’est une espèce de demi-ombre ou d’ombre poussant en lisière des bois et dans les haies. Espèce pionnière, il est un des premiers arbustes à coloniser les espaces perturbés pour former des fourrés, des taillis, des haies forestières et des bois de feuillus.
Il est largement cultivé, très au-delà de son aire naturelle. La Turquie est le premier pays producteur et exportateur de noisettes, avec 67 % de la production mondiale en 2017. La zone de production se trouve sur une bande côtière de 60 km de large longeant les rives de la mer Noire et plus particulièrement dans les provinces d’Ordu, Giresun et Trabzon. Elle est suivie par l’Italie qui en a produit 13 % sur un total mondial de un million de tonnes.
Deux autres gros producteurs, les États-Unis et la Chine, sont des pays où le noisetier commun a été introduit récemment et n’était pas indigène.

## Reproduction

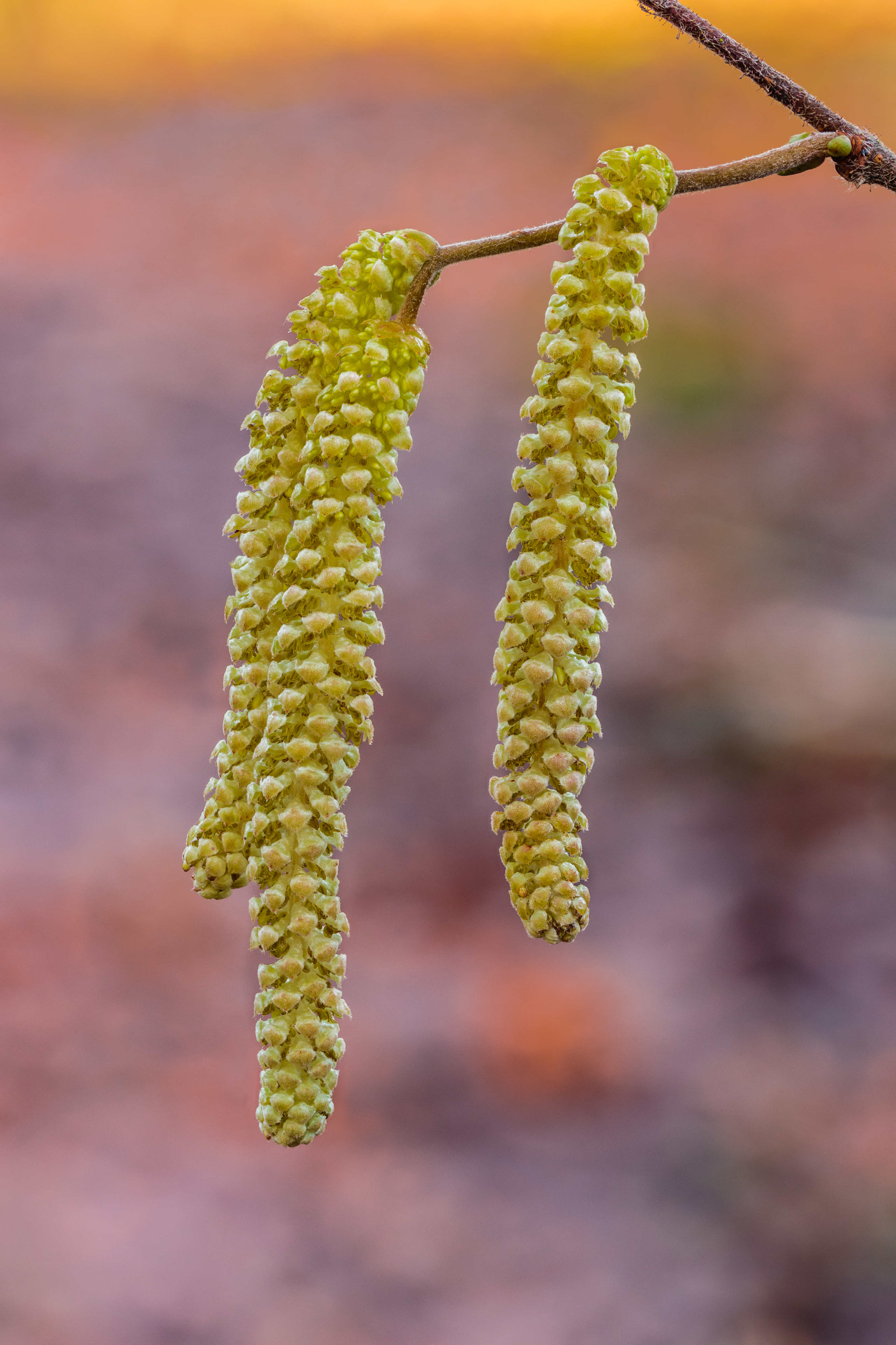
Chaton (botanique) de Corylus avellana.

La protandrie ou la protogynie sont possibles chez cette espèce, avec des variations significatives de durée entre l'ouverture des fleurs femelles et l'émission de pollen chez les variétés protogynes et entre la production de pollen et le moment de réceptivité à la fécondation des fleurs femelles chez les variétés protandres (selon la variété considérée). Les producteurs cherchent donc à introduire des variétés à longue production de pollen dans leurs plantations.
L'étude de « pluies polliniques » montre que sa pollinisation varie considérablement selon son emplacement et notamment selon son environnement lumineux ; elle semble maximale dans les ouvertures (clairières, chablis) de « petite taille ». Les études polliniques montrent qu'il a en Europe fait partie des premières espèces à remonter vers le nord après le recul des glaces. Le nombre de chatons et l'émission de pollen diminuent fortement en zone ombragée.
Les fleurs mâles et femelles ne s'ouvrent pas au même moment, ce qui évite théoriquement l'homogamie (en réalité, chez des noisetiers isolés une reproduction homogame est parfois observée, permettant la production de fruits).
En Europe, les écureuils sont un élément important dans la reproduction du noisetier. Ils enterrent les noisettes loin de l'arbre, afin de se faire des réserves alimentaires, mais n'utilisent pas l'intégralité de ces réserves.
Lors de la culture domestique du noisetier, il est donc conseillé de planter différentes variétés de noisetiers, à des distances réduites, afin de multiplier les chances de pollinisation, et ainsi multiplier le nombre de noisettes. Le noisetier se multiplie par marcottage ou drageonnage, ou bouturage, il est en pleine production à partir de l'âge de 8-12 ans et peut vivre jusqu'à 60 ans.

## Histoire démographique des populations
Les nombreuses études polliniques effectuées en Europe ont permis de reconstruire l’évolution de la végétation au Quaternaire. Les premiers arbres à se répandre entre le dernier glaciaire et l’holocène sont le genévrier, le bouleau et le pin. À l’ultime fin de la dernière période glaciaire (au Dryas récent), ces arbres reculent au profit de la steppe puis laissent la place à la propagation des arbres tempérés - noisetiers et chênes, essentiellement.
Durant la dernière période glaciaire, le noisetier commun trouva refuge en Europe du Sud. En 1983, Huntley et Birks ont suggéré que le sud de l’Italie et le sud-ouest de la France (autour du golfe de Gascogne) ont abrité les refuges glaciaires les plus importants. Au début de l’Holocène (il y a 11 700 ans), les premiers arbres tempérés à se propager durant les deux à trois premiers millénaires, sont le Noisetier (Corylus avellana) et les chênes (Quercus sp.), comme témoignent les grandes quantités de pollens retrouvées dans les sédiments.
La distribution actuelle du Noisetier couvrant la plus grande partie de l’Europe jusqu’à l’Oural, le nord de la Turquie et le Caucase, s’est établie il y a 7 000 ans BP (avant le présent). Auparavant, entre 10 000 et 9 000 ans BP, on a observé une croissance rapide des quantités de pollen de Corylus avellana.
Pour compléter les analyses de pollens, depuis le début des années 2 000, une nouvelle technique génétique basée sur l’étude des marqueurs SSR des chloroplastes a permis d’étudier l’origine et la diffusion des arbres fruitiers. En 2002, Palmé et Vendramin observent sur 26 populations de noisetiers réparties sur l’aire de distribution de C. avellana, que  les plus grands niveaux de variations des marqueurs microsatellites divisent l’Europe en deux aires : l’Italie et les Balkan d’une part et le reste de l’Europe d’autre part. Ils retiennent comme scenario le plus probable, une extension du noisetier du sud-ouest de la France vers le reste de l’Europe, sauf l’Italie et les Balkans.
Dans ces transferts de matériel génétique, l’homme a joué un rôle de plus en plus important depuis 3 000 ans. Il est possible que les tribus mésolithiques aient transporté des noisettes lors de migration. Puis, les contacts commerciaux entre l’Est et l’Ouest de la Méditerranée se sont développés, comme l’attestent les découvertes archéologiques à partir de la période de la civilisation mycénienne (1 500 à 1 100 an av. J.-C. À l’époque historique, de nombreux textes gréco-romains ont laissé des témoignages de la culture du noisetier en Italie du Sud. Avec le développement du commerce à partir du Ier siècle av. J.-C., alors que Rome domine quasiment tout le bassin méditerranéen, les variétés productives de noisettes sélectionnées en Italie furent ensuite disséminées dans les terres conquises.
En 2009, Boccacci et Bota publient leur étude génétique de 75 cultivars prélevés en Espagne, Italie, Turquie et Iran. Ils observent un accroissement du nombre de chlorotypes (haplotypes de chloroplastes) et de la diversité en allant de l’Espagne à l’ouest et en se dirigeant vers l’est en passant par l’Italie, la Turquie puis l’Iran. Ce qui suggère un flux de gènes de l’est vers l’ouest ainsi qu’une base génétique commune des cultivars d’Espagne et d’Italie. Par contre, les cultivars turcs forment un groupe isolé, suggérant que la culture du noisetier ne fut pas introduite en Italie et en Espagne à partir de la Méditerranée orientale par les Grecs ou les Arabes.
Plusieurs auteurs Romains mentionnent la culture des noisetiers, comme Caton l’Ancien (-243 ; -149), Columelle (+4 ; +70), Pline l’Ancien (+23 ; +79). La zone principale de culture était la Campanie (région de Naples), là où se trouve la ville d’Abella (l’actuelle Avella) qui a donné son nom au noisetier en latin abella. Les données tant historiques qu’archéologiques indiquent que la culture du noisetier était d’une ampleur significative durant la période romaine.
De ces données historiques, palynologiques et génétiques, Boccacci et Bota avancent l’hypothèse que le matériel génétique du noisetier italien fut transporté dans la péninsule Ibérique (-150 à -100) et dans une moindre mesure en Asie mineure (-133) durant l’expansion romaine. La Campanie en Italie du Sud fut probablement un centre d’origine et de diffusion des cultivars de noisetiers. L’influence romaine a été particulièrement forte dans la région de Tarragone en Catalogne, zone principale de culture du noisetier. Si les cultivars de la Campanie romaine se sont diffusés vers la région espagnole de Tarragone, il semble que les variétés cultivées en Turquie et en Iran soient indépendantes.
Ainsi, contrairement au cas de la culture de la vigne et  de l’olivier, il semble que les Grecs eurent peu d’influence sur la culture du noisetier en l’Europe occidentale. L’hypothèse d’une domestication séparée des noisetiers en Anatolie et Perse et d’échanges limités de matériel génétique avec les régions d’Europe occidentale, demandera d’autres études des chloroplastes des cultivars pour améliorer la compréhension de la diffusion des cultivars.

## Utilisations

### Cultures

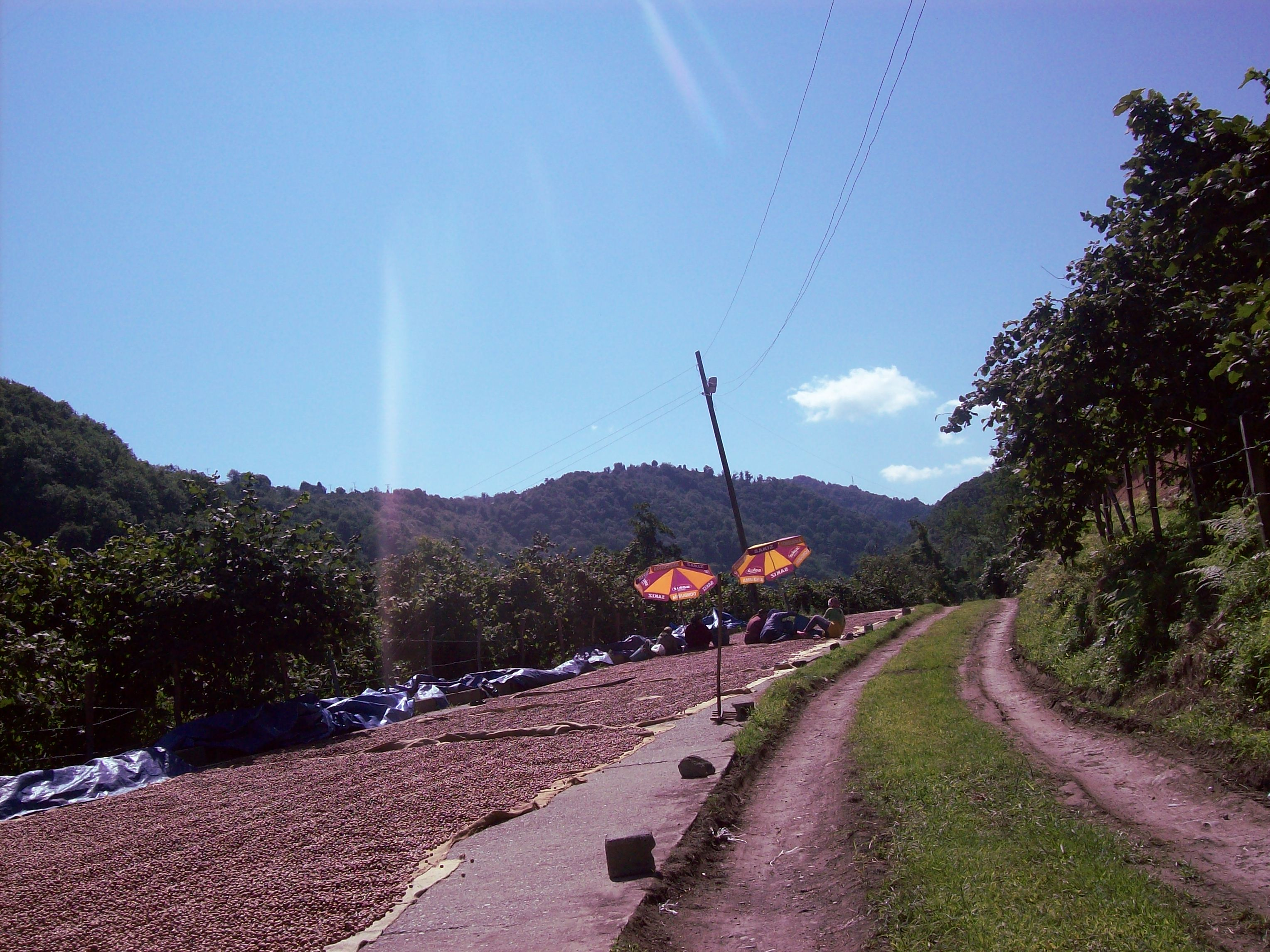
Séchage des noisettes dans la région de Giresun (bord de la mer Noire, Turquie).

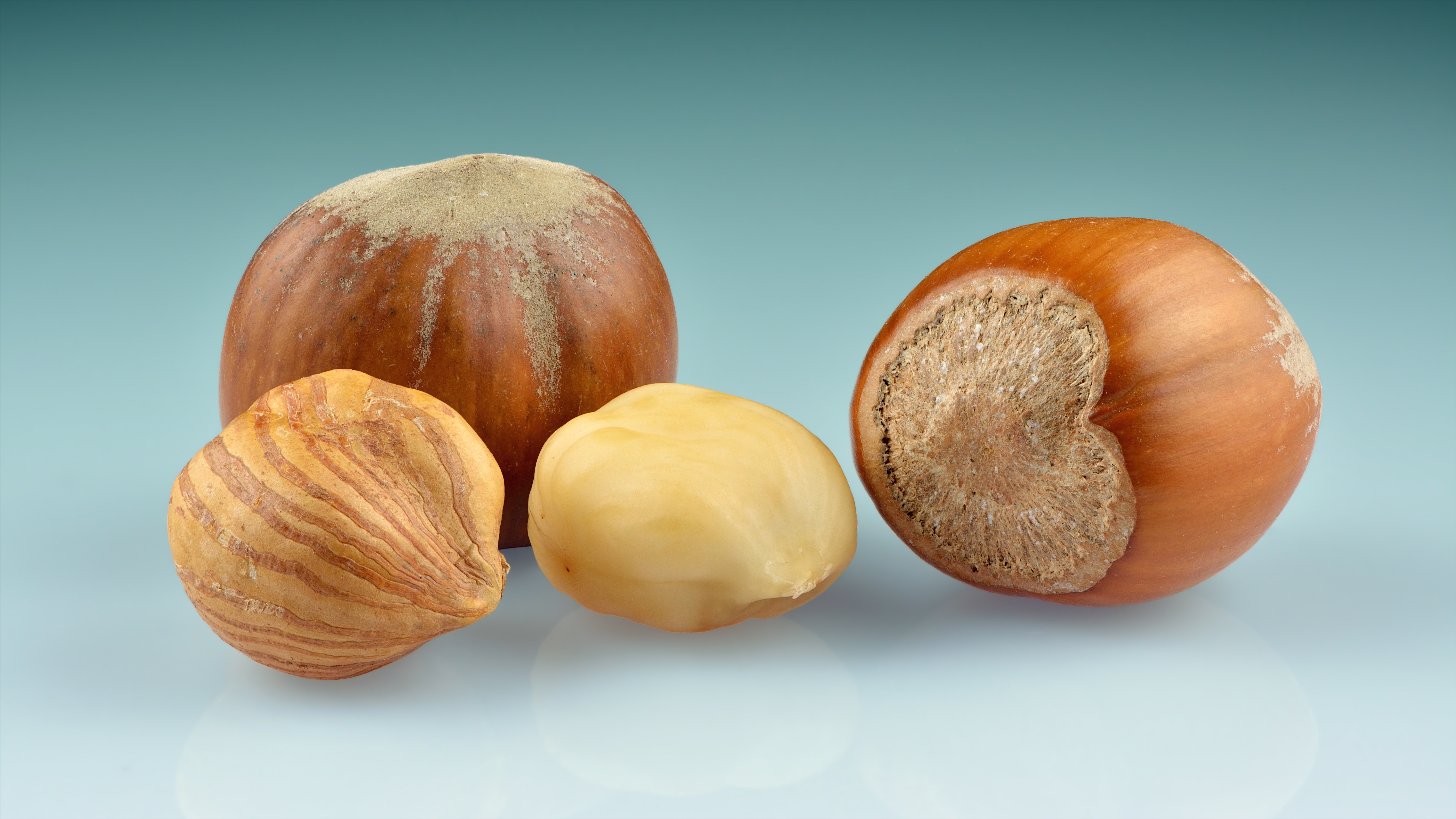

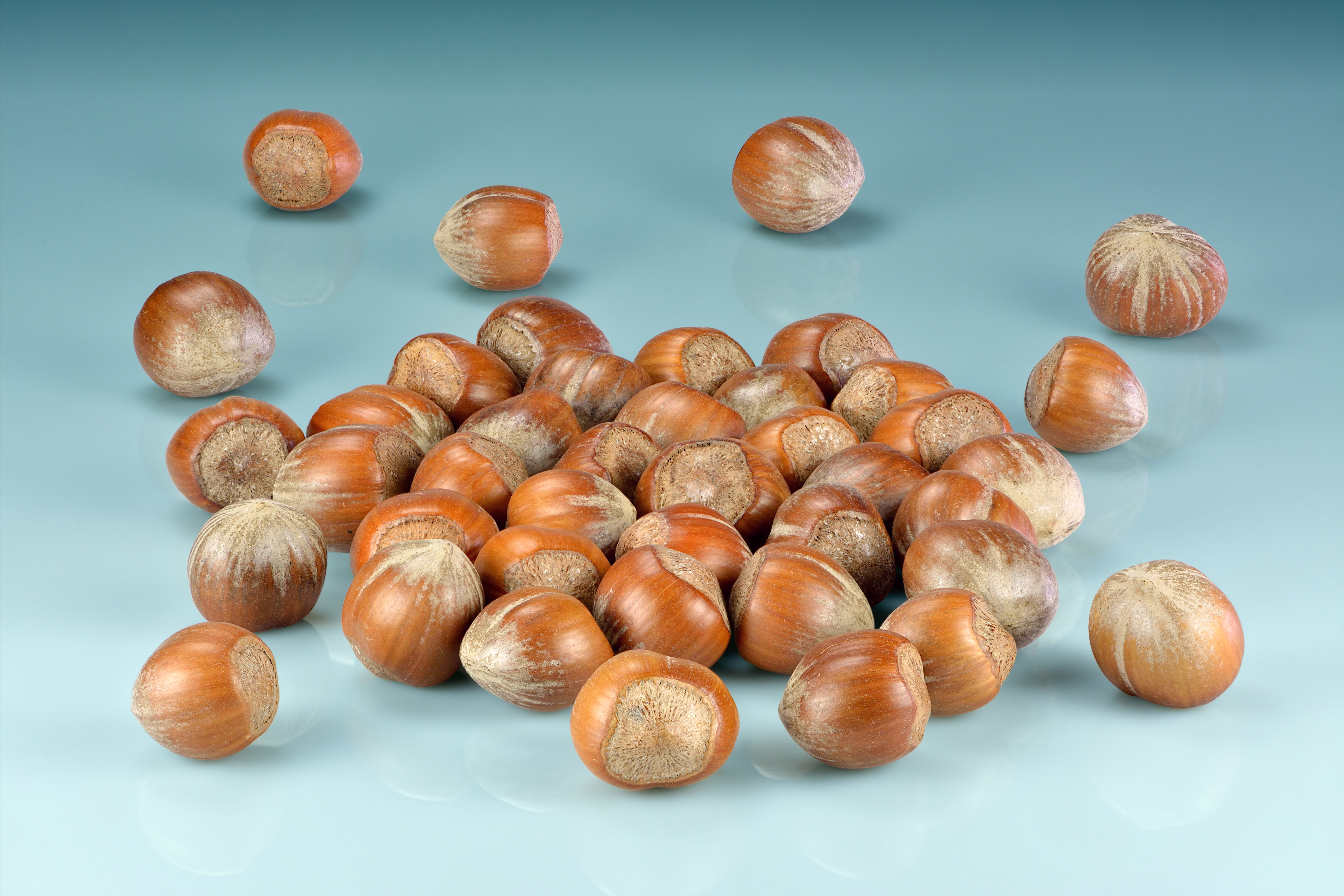

Au IVe siècle av. J.-C., le naturaliste grec, Théophraste, indique que le noisetier sauvage peut être domestiqué « en produisant un fruit de meilleure qualité » (Recherches sur les plantes, III, 15). Plusieurs auteurs latins, Caton l’Ancien, Columelle, ou Pline l’Ancien parlent de la culture du noisetier dans différentes régions d’Italie.
Le lieu de culture de noisetiers s'appelle une noiseraie. Dans les noiseraies, les noisetiers sont conduits en arbre, et donc taillés comme des pommiers de plein vent.
De nombreuses variétés ont été sélectionnées. Ces variétés dérivent presque toutes en Turquie de Corylus avellana (« à graines rondes ») et Corylus maxima (« à graines ovales »). Certaines variétés (ex variétés Badem) produisent des fruits longs de plus de 20 mm. Les teneurs en huiles, protéines et minéraux varient de quelques pourcents selon les variétés.
La production annuelle varie considérablement selon les années (plus que du simple au double souvent : ex. pour la Turquie : 88 400 tonnes en 1963, mais 195 200 tonnes en 1964 pour retomber à 62 000 tonnes en 1965 puis remonter à 180 000 tonnes en 1966.
En 1970, la Turquie était la 1re zone de production avec 246 641 hectares consacrés à cette culture (soit à l'époque environ 60 % de la surface mondiale destinée à la culture de noisetiers en 1970 puis 70 % à 80 % de la production mondiale en 2005), devant l'Italie puis l'Espagne (23 000 ha de plantations en 1970). La Turquie reste le premier producteur et exportateur mondial de noisettes. Environ 2 millions de personnes en vivent dans ce pays. Elles sont cultivées sur les bords de la mer Noire au nord-est du pays. D'autres pays producteurs et exportateurs au marché mondial de la consommation sont l'Azerbaïdjan, la Géorgie et les États-Unis (Oregon).
Des souches très productives de noisetiers sont depuis longtemps cultivées avec une multiplication des noisetiers faite par des rejets de base (marcottage ou utilisation de drageons) à partir de sujets (âgés d'un ou deux ans, droits, vigoureux et provenant de pieds choisis car en bonne santé et très productifs). Cette culture est principalement faite en Turquie (qui assurait 60 % environ de la production commerciale mondiale de noisettes à la fin des années 1960. En Turquie, les noisetiers étaient traditionnellement plantés ou replantés dans un terrain sarclé chaque année, par groupes de 6 tiges, chaque groupe étant espacé d'environ 4 à 6 m (selon la richesse du sol). Dans chaque touffe les variétés étaient mélangées de manière à favoriser une bonne fécondation (par exemple avec deux pieds à longue période de pollinisation et quatre pieds d'une variété hautement productive.
Ces noisetiers étaient taillés annuellement, pour aérer la touffe en supprimant des rejets qui tendent à pousser chaque année et en supprimant les rameaux malades ou faiblement vigoureux, et non pour augmenter la fructification. Le noisetier aime les sols riches. Hormis pour les cultures bio qui peuvent bénéficier d'amendements organiques et de cultures de légumineuses, des engrais chimiques peuvent être utilisés (sulfate d'ammoniac, sulfate de potasse),et ont été encouragés. En Turquie, la récolte se fait en aout, d'abord près de la mer, puis de plus en plus en altitude où la maturité est un peu retardée. Vers 1970, en Turquie la récolte se faisait sur pied et avec le réceptacle (bractée encore verte, que l'on laisse ensuite sécher au soleil jusqu'à ce qu'elle se détache facilement), alors qu'en Espagne (autre grand pays producteur), la noisette doit d'abord se déshydrater jusqu'à ne plus contenir que 12 % d'eau (ce qui nécessite quelques jours à plus d'une semaine selon le climat) et peut ensuite être facilement commercialisée et conservée plusieurs mois. Dans les jeunes cultures de noisetiers, l'agroforesterie peut être pratiquée (et l'était traditionnellement) avec des cultures intercalaires, de petit pois ou trèfles (qui enrichissent naturellement le sol en azote) ou de céréales par exemple (maïs en Turquie depuis qu'il a été introduit dans le pays).
Actuellement, on distingue de nombreuses variétés cultivées (cultivars) de noisetiers, d'après la taille et la forme du fruit, dont :
- Corylus avellana
  - Bergeri ou « Louis Berger » ou « Noisette bergère », origine belge.
  - Blanche longue (synonymes : Aveline à pellicule blanche - Blanche de Lombardie - Franche blanche), origine des régions méditerranéennes.
  - Butler, origine américaine, fruit assez court, à la belle couleur havane clair, assez parfumée, à croquer.
  - Çakıldak, cultivar turc planté à moyenne et haute altitude à Ordu, plus tardive que Tombul
  - Casina, origine américaine.
  - Corabel, sélection française.
  - Coxford (synonymes : Cosford - Prolifique à coque tendre), origine anglaise.
  - Daviana ou Davidiana, floraison précoce
  - Ennis, origine américaine, très gros fruits, chair ferme moyennement parfumée; à croquer.
  - Fertile de Coutard (synonymes : Aveline d’Alger - Aveline de Provence - Barcelona - Commun à fruits striés - Grosse romaine - Pellicules blanches - Rouge ronde - White Filbert) origine française, de coque épaisse, assez parfumée, à croquer.
  - Foşa, cultivar turc, faisant 18-20 mm, plus tardif que Tombul, cultivé principalement dans les provinces de Trabzon et Samsun [26]
  - Gunslebert (synonymes : Gunslegen - Gunslegener - Zellernuss), floraison précoce.
  - Hall's giant, origine américaine.
  - Impératrice Eugénie, floraison tardive.
  - Impériale de Trébizonde (synonymes : Fondouk de Trébizonde - Kargalak), origine turque.
  - Jemtegaard, variété pollinisatrice.
  - Longue d'Espagne .
  - Merveille de Bolwiller (synonymes : Géante des halles - Hallesche Riensen), origine de la variété Alsace, floraison tardive.
  - Negret (synonymes : Alforga - La Maso - La Selva - Montroig - Pobla de Mafumet), origine espagnole, floraison précoce.
  - Noisetier tortueux ou noisetier tortillard, Corylus avellana contorta avec ses rameaux tortueux et enchevêtrés (1,5 à 2,5 m).
  - Nottingham.
  - Pauetet ou Pawetet, sélection française, résistant.
  - Ronde du Piémont (synonymes : Aveline de Piémont - Tonda gentile delle Langhe - Aveline du Piémont - Ronde gentille des Langhes - Gentile del Langhe), origine italienne.
  - Rouge longue Synonymes : Aveline à pellicule rouge - Rouge de Lombardie
  - Segorbe, vigoureux et rustique, amandes d'excellente qualité gustative, du Sud-Ouest de la France, Portugal
  - Sivri, cultivar turc, cultivé traditionnellement dans la province de Giresun, très productif[20]
  - Tombul, variété turque la plus importante, réputée pour sa qualité, noix ayant une taille de 17-18 mm, cultivée à Giresun, Trabzon et Ordu
  - Tonda di Giffoni, Floraison précoce, origine sud de l'Italie.
  - Tonda Romana, Floraison précoce, origine région du nord de Rome.
  - Yuvarlak badem et Yassı badem, cultivars turcs, avec un fruit long, pointu et une coquille mince[26].

#### Variétés ornementales
- Corylus avellana
  - Contorta
  - Fuscorubra[27]

Les études génétiques des cultivars de noisetiers indiquent trois centre primaires de diversité dans le bassin méditerranéen : le nord-ouest de l’Espagne (Tarragone), l’Italie du Sud (Campanie) et la mer Noire en Turquie.

### Autres utilisations

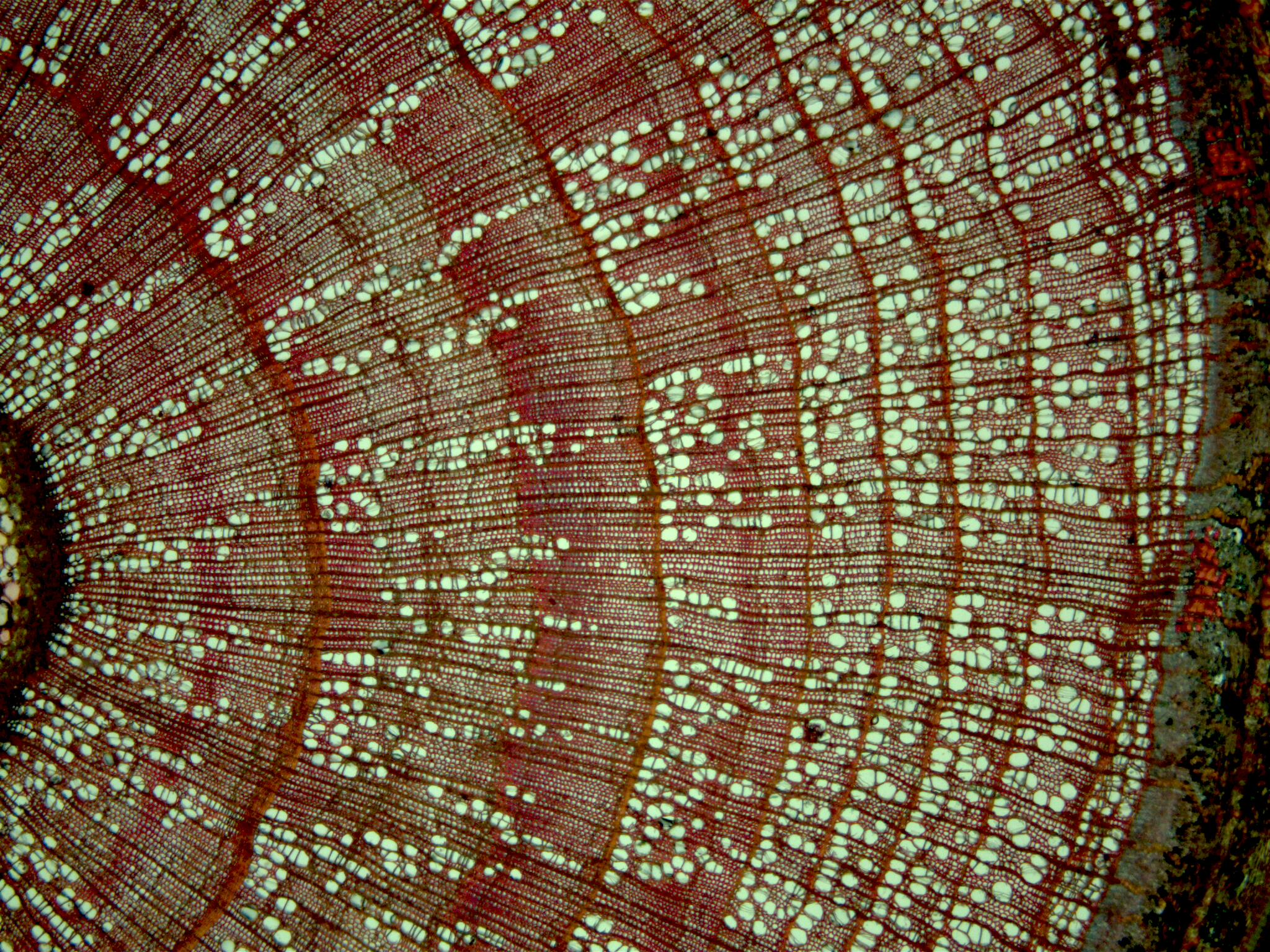
Coupe d'une tige de noisetier commun mettant en évidence les cernes et la structure du bois (vaisseaux et rayons ligneux).

Les racines du noisetier vivent en symbiose avec des champignons, notamment la truffe. Le chêne est parfois préféré au noisetier pour la culture des truffes.
Les branches souples du coudrier servent aux sourciers pour détecter la présence de l'eau.
Bois facile à tailler, flexible et résistant. Utilisé autrefois en vannerie, en tonnellerie, fabrication de cannes et traverses.
Avec son port buissonnant, le noisetier peut former de très belles haies utiles dans les vergers. En effet, il a l'avantage de servir d'excellents remparts contre le vent, de refuge aux petits animaux tout en leur fournissant une alimentation de qualité grâce à ses noisettes. Le noisetier, comme le sureau, est l'hôte d’un puceron spécifique. Ces pucerons n’infestent pas les autres arbres fruitiers mais nourrissent une population diversifiée d’auxiliaires potentiellement actifs contre les parasites des vergers.
Ce noisetier est peu utilisé en phytothérapie et pourtant il a des usages médicinaux (feuilles macérées ou infusées, chatons, écorce en décoction, fruits ou rameaux) pour des propriétés réputées être amaigrissantes, antihémorragiques, antisudorales, dépuratives, astringentes, fébrifuges, vaso-constrictrices. Il a donc été utilisé contre les fièvres, l'obésité, les varices, la phlébite, l'œdème, l'épistaxis, certains problèmes de peau et pour soigner les plaies,.
Le noisetier est aussi utilisé comme ressource alimentaire en alimentation animale ; selon une étude ethnobotanique et du patois local, faite par Françoise et Grégoire Nicollier à Bagnes (France) et parue en 1984, comme celle d'autres essences (Frêne, peuplier…) ses « feuilles sont données en fourrage aux vaches et aux chèvres », dont en « dessert d'hiver) » comme pour l'Aulne blanc et l'orme.

## Lépidoptères ayant pour hôte le noisetier

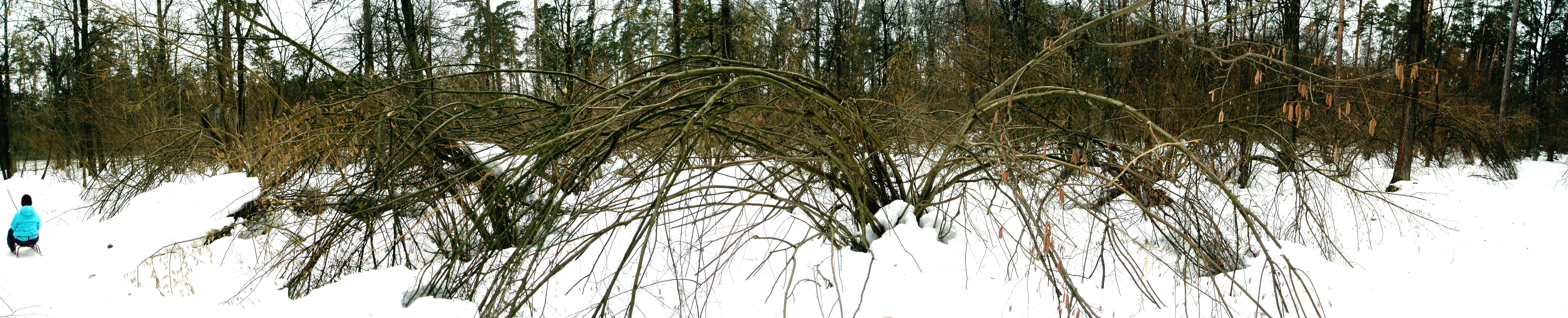
Noisetier dans la forêt près de Kiev en hiver.

Les chenilles des papillons de nuit (hétérocères) suivants se nourrissent des feuilles du noisetier :
- Colon, Ochropacha dreparis L. (Drepanidae)[33],
- Ratissée (Drepanidae),
- Grande naïade (Geometridae),
- Noctuelle du noisetier (Noctuidae),
- Bombyx de l'Aubépine Trichiura crataegi L. (Lasiocampidae)[33],
- Bombyx du hêtre (Notodontidae),
- Notodonte dromadaire (Notodontidae),
- Sphinx Demi-paon Smerinthus ocellata L. (Sphingidae).

## Autres prédateurs
- Le phytopte : Au stade de bourgeon, la fleur peut être parasité par un acarien, Phytoptus avellanae, qui provoque une galle de 10 mm maximum, visible du milieu de l'hiver au début du printemps. Du fait de son abondance, cette espèce peut provoquer des pertes importante de production de noisettes[34].

- C'est un petit charançon de couleur grise, il pique les jeunes noisettes au printemps pour se nourrir. C'est une porte ouverte pour des maladies (botrytis, monilia). À partir de la fin juillet, il y a une chute des noisettes à moitié dévorées par les larves. Le balanin [35] est petit coléoptère qui contamine le fruit avant sa maturation, et dont la larve se développe à l’intérieur de l’amande
- Méthode de lutte : comptage d'individus présents dans le verger. En avril, les producteurs secouent les arbres pour faire tomber les balanins qui sont recueillis dans un tissu clair relativement tendu. Opération à effectuer tous les jours durant 2 mois. Alphonse du Breuil dans son cours d'arboriculture, (1868, volume II, page 678) indique que l'« on peut détruire cet insecte en ramassant en août toutes les noisettes véreuses tombées à terre et en les brûlant avec la larve qu'elles renferment encore. »
- Utilisation de pièges pyramidaux, pour limiter les contrôles de secouage des arbres. L'utilisation des produits à base de matière active (lambda-cyhalothrine à matière active karaté[Quoi ?] à 1,25 g/hl[réf. nécessaire]).

- Les punaises : Depuis quelques années[Quand ?], les vergers de noisetiers français font face à une nouvelle menace : les punaises phytophages[36], et plus particulièrement la punaise diabolique (Halyomorpha halys). Originaire d’Asie, cet insecte invasif s’est rapidement implanté en Europe, causant des dégâts importants sur de nombreuses cultures, dont la noisette. En piquant les fruits pour s’alimenter, les punaises provoquent des déformations du noyau, un flétrissement prématuré de l’enveloppe verte (l’involucre), ainsi que le développement de nécroses et de taches liégeuses à l’intérieur de l’amande. La Punaise des chatons a un avant-corps coloré d'un rouge brun,et  elle se déplace autour du chaton quand on s'en approche. Les femelles insèrent leurs œufs en septembre début octobre sous l'écorce des rameaux.
- Méthode de lutte : lambda-cyhalothrine à matière active karaté[Quoi ?] à 0,75 g/hl[réf. nécessaire]. La punaise verte des bois, Palomena prasina L., est un prédateur indigène largement présent sur les noisetiers.

- Pucerons verts des pousses : Dégâts constatés au niveau des noisettes et de leurs involucres (ce qui recouvre la noisette) car ils sont recouverts de miellat. Méthode de lutte : Produits phytosanitaires (pyrimicarbe à 37,5 g/hl de matière active[réf. nécessaire] sur les cultures professionnelles). Lutte biologique : Lâchers d'hyménoptères.

- L'écureuil roux : L'écureuil, avant de manger la noisette, doit fendre l'écale avec ses incisives : il en coupe d'abord l'extrémité pointue, puis écarte pour la fendre en deux, un peu comme pourrait le faire un humain avec un canif.

## Champignons du bois de noisetier
Le noisetier est l'hôte de nombreuses espèces de champignons, parmi lesquels on peut mentionner : 
- Hypoxylon fuscum, qui forme de petites boules noires sur l'écorce des branches mortes du noisetier surtout tombées au sol[38];
- Encoelia furfuracea, l'Encélie furfuracée ou Pézize du noisetier, qui forme de petits plis ou coupes sur les branches mortes encore attachées à l'arbre[39];
- Vuilleminia coryli, sur les branches écorcées[40];
- Daedaleopsis confragosa, une espèce de polypore, sur le bois pourri;
- Datronia mollis, sur les branches en voie de mourir;
- Diatrypella favacea, sur l'écorce;
- Exidia glandulosa, sur son bois mort tombé ou non, également de hêtre et de chêne;
- Fomitiporia punctata (ou Phellinus punctatus), en plaques veloutées brunes[41].
- Fuscoporia ferrea (ou Phellinus ferreus) et Fuscoporia ferruginosa (ou Phellinus ferruginosus), sortes de croutes rousses sur le bois mort;
- Gloeocystidiellum porosum, sur le bois décomposé;
- Hapalopilus nidulans, sur le bois pourrissant;
- Hymenochaete tabacina et Hymenochaete corrugata, sur le bois mort;
- Hypoxylon howeanum, petites boules rousses sur les branches mortes;
- Macrotyphula contorta, se nourrit de la litière de noisetier ou de bouleau;
- Phyllactinia guttata, un oïdium des feuilles du noisetier;
- Plicaturopsis crispa, sur le bois mort;
- Sistotremastrum niveocremeum, un champignon en forme de croute, sur le bois pourrissant;
- Skeletocutis nivea, sur le bois en décomposition;
- Spongiporus (ou Postia) subcaesius, un petit polypore blanc bleuâtre sur les branches;
- Stereum rugosum, en plaques grisâtres sur l'écorce des troncs vivants ou morts[42];
- Tremella mesenterica, la trémelle mésentérique, sur des branches mortes non tombées à terre;

## Phytopathologies
le virus de la mosaïque de la pomme (en) ou ApMV est le pathogène actuellement le plus important du noisetier, causant une mosaïque sur les feuilles affaiblissant le noisetier (moindre rendement, perte de vigueur) et parmi d'autres pathogènes microbiens on peut citer :
- Mikomyia coryli[43],
- Cryptosporiopsis coryli[43],
- Chondrostereum purpureum[43],
- Nectria galligena[43],
- Phyllactinia guttata[43].

ou encore :
- Prunus necrotic ringspot ilarvirus(PNRSV)[43]
- Hazelnut maculatura lineare phytoplasma (HML phytoplasma, surtout détecté en Italie, provoquant de longues taches sur les feuilles, dont l'importance est encore faible, mais surveillé par précaution) [43]
- Phytoptus avellanae[43],
- Xanthomonas arboricola pv. corylina[43] ou bactériose du noisetier[44],
- Pseudomonas avellanae[43],
- Armillariella mellea[43]
- Vertilliciumspp.[43]

Anthracnoses :
- Cryptosporiopsis et/ou Sphaceloma coryli sont les plus connues.
- Les différents symptômes
  - Il peut s'attaquer aux bourgeons, au moment du printemps les bourgeons infectés meurent et tombent de l'arbre ou débourrent plus tardivement que les autres, ils prendront une couleur brunâtre avec le temps.
  - Il peut être aussi sur le limbe des feuilles : dès le mois de juin, on observe de larges taches brunâtres nécrosées.
  - Sur les inflorescences mâles la maladie se manifeste dès le mois de décembre par une coloration brun foncé puis par une nécrose des tissus et des anthères.
- Sphaceloma coryli: Petite tache brune sur le pétiole, la nervure principale et les nervures secondaires et le limbe, voire des halos jaunes.
  - Méthode de lutte : aucun moyen en lutte raisonnée n’existe, sinon il y a le Tolylfluanide à raison de 75 g/hl.

nécrose bactérienne du noisetier :
- Maladie qui apparait sur les jeunes rameaux d'un an. Elle se forme sur l'apex et empêche le développement des bourgeons, elle peut causer la mort du rameau.
- Sur les feuilles apparition de taches avec un centre nécrosé de couleur brune entouré par un halo jaune.
- Méthode de lutte : utiliser des plants issus de marcottage exempts de maladie. Lorsque les plants sont atteints il est important d'éliminer les rameaux atteints, avec l'obligation de passage phytosanitaire de sulfate de cuivre, d'hydroxyde de cuivre ou d'oxyde cuivreux à la dose de 250 g/hl de cuivre métal.

## Dans la culture populaire
Pour les Celtes, le coudrier est un arbre lié à la magie druidique, à la divination et à la parole prophétique. Dans les textes irlandais, le sorbier et le coudrier (nommé coll), qui ne sont pas toujours bien distingués sur le plan lexical, sont des arbres magiques. Ils sont employés par les druides ou par les poètes comme support d’incantation. L’emploi le plus notable est la gravure sur bois des ogham (lettres magiques).
En Catalogne, on plantait des branches de noisetier autour des bergeries pour éloigner les loups et les serpents. Quelques feuilles dans le lait permettaient aussi d'éviter les mauvais sorts. En Roussillon, les branches permettaient de se protéger des sorcières et, planté autour des champs, de la grêle.
Dans le calendrier républicain français, l'Aveline était le nom attribué au 14e jour du mois de pluviôse.